# アロー号
アロー号（アローごう）は、1916年（大正5年）に製作された自動車。現存する国産自動車としては日本最古（2014年〈平成26年〉現在）。
1912年（明治45年/大正元年）、後に矢野特殊自動車の創業者となる矢野倖一は、地元の実業家である村上義太郎から所有していたフランス車の修理の依頼を受ける。当時は、自動車自体が珍しく、ようやくフォード・モデルTが1908年（明治41年）3月（流れ作業による大量生産化は1910年代以降）に発表されたばかりの時期だったため情報量は極めて乏しかったが、矢野はイギリス車の写真とエンジン製作を行っていた知識を元に、スクラップ同然だった自動車の大修理を成功。その後、村上義太郎の資金援助を得ながら、修理のノウハウをもって国産車製作に乗りだし、1915年（大正4年）に大部分を、1916年（大正5年）にはキャブレターを装着し直すなどして完成にこぎ着けた。日本初の国産車という点では、1914年（大正3年）に製造された快進社のモデルに譲るが、地方の一個人がほぼ独力でガソリンエンジンの主要部分であるシリンダー、ピストン、ピストンリング、ベアリングなどを製造したことについて評価すべき点が多い。その後、アロー号を製造した矢野は、貨物自動車の架装や冷凍車の開発の道に進んだため後継車種が生み出されることはなかったが、アロー号は現存する日本最古の国産車として、日本機械学会により機械遺産第36号に認定。2016年現在、福岡市博物館に収蔵、展示されている。